# DinoPark Liberec

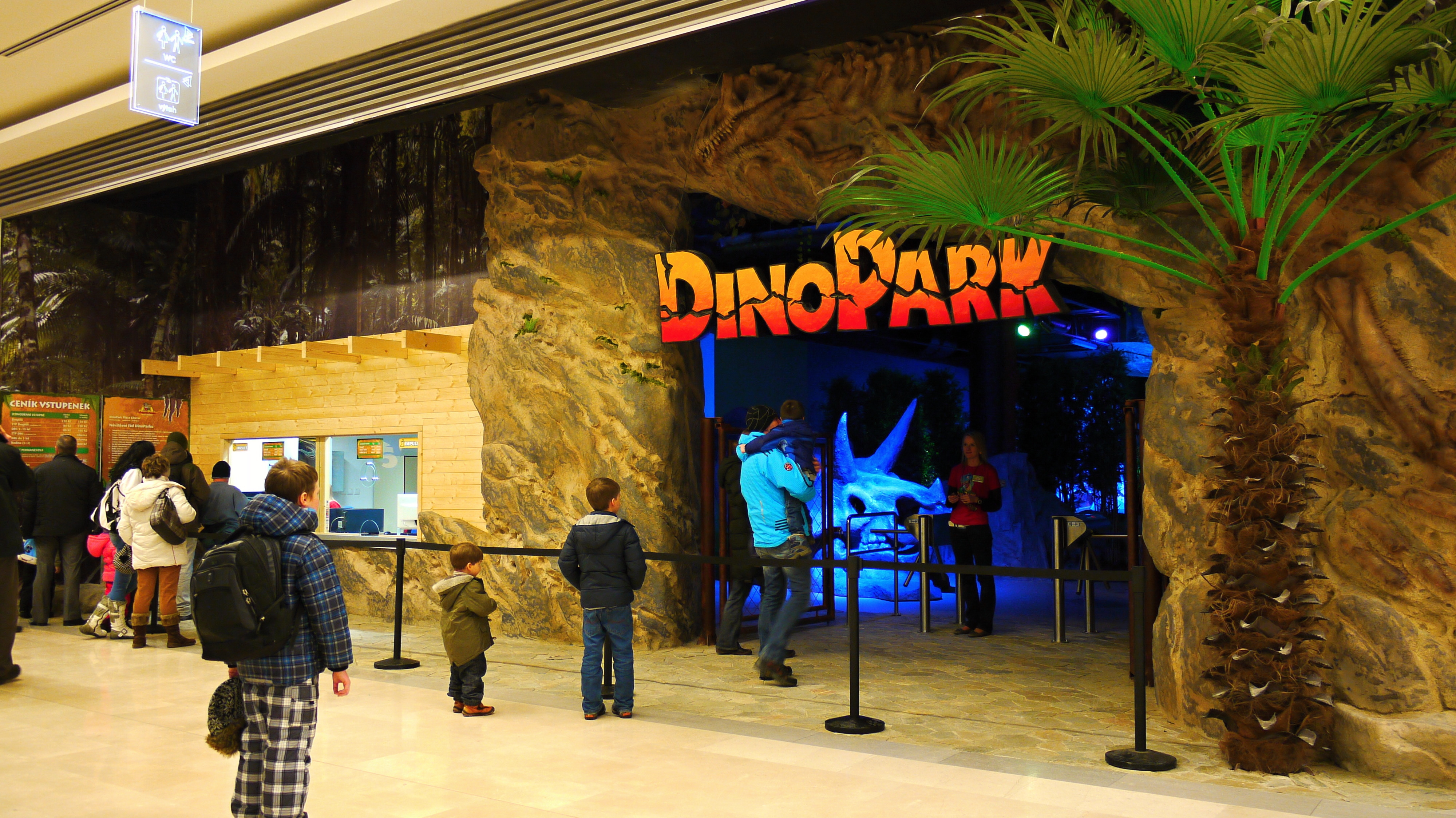
DinoPark Liberec

DinoPark Liberec je jediný krytý DinoPark v České republice. V provozu je od roku 2012. Nachází se v Nákupním centru Liberec Plaza o rozloze 6 tisíc metrů čtverečních. Je zde nainstalováno přibližně 70 prehistorických modelů druhohorních zvířat.
Jednou z atrakcí je ztvárněná historie Země z doby před 65 miliony let nazvaná Tunel času. Součástí je i dětské paleontologické hřiště, stezka, robotický model Tyrannosaura Rexe a 4D kino.
DinoPark patří mezi vyhledávané turistické cíle Libereckého kraje.

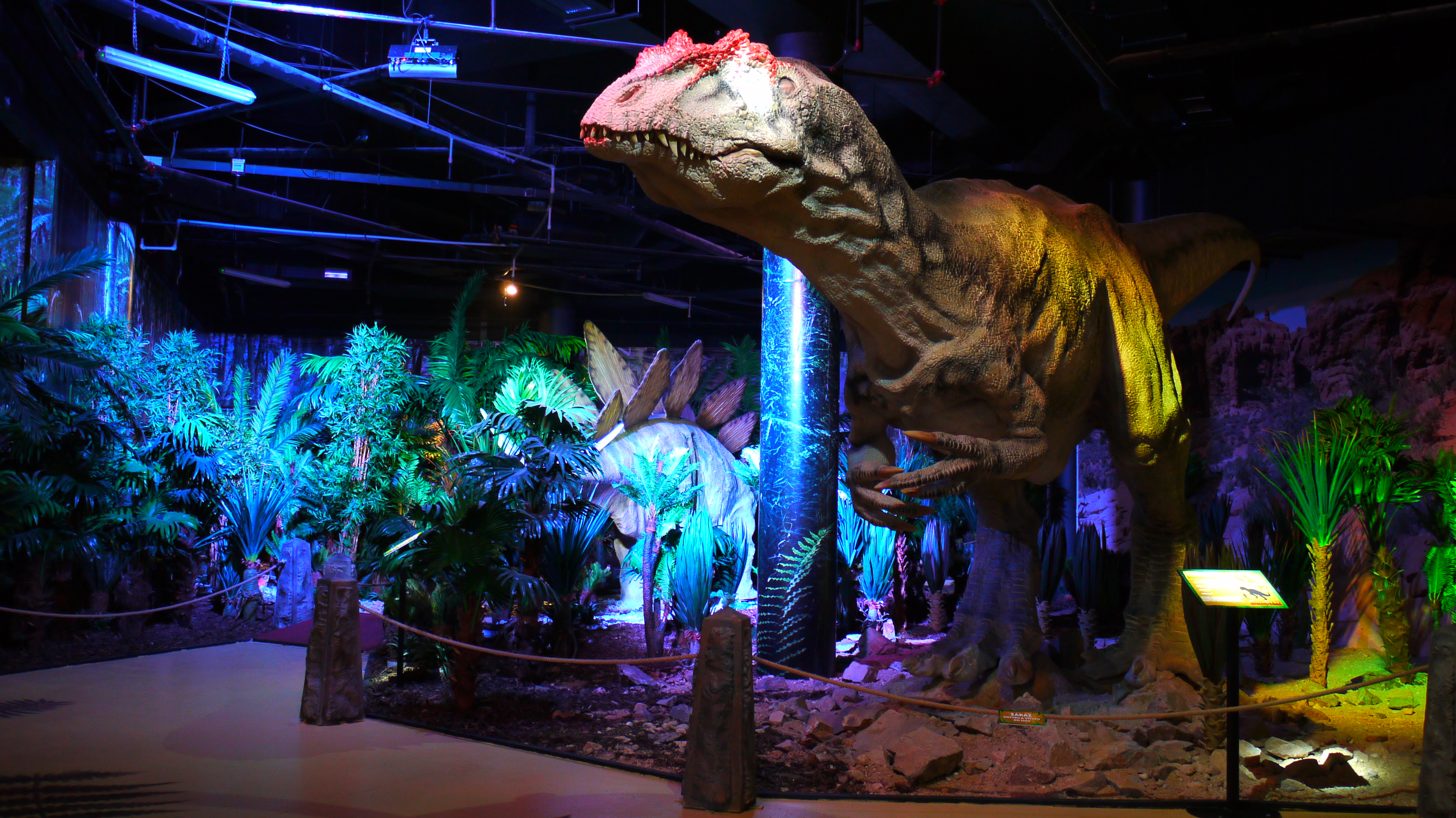
DinoPark Liberec, Allosaurus
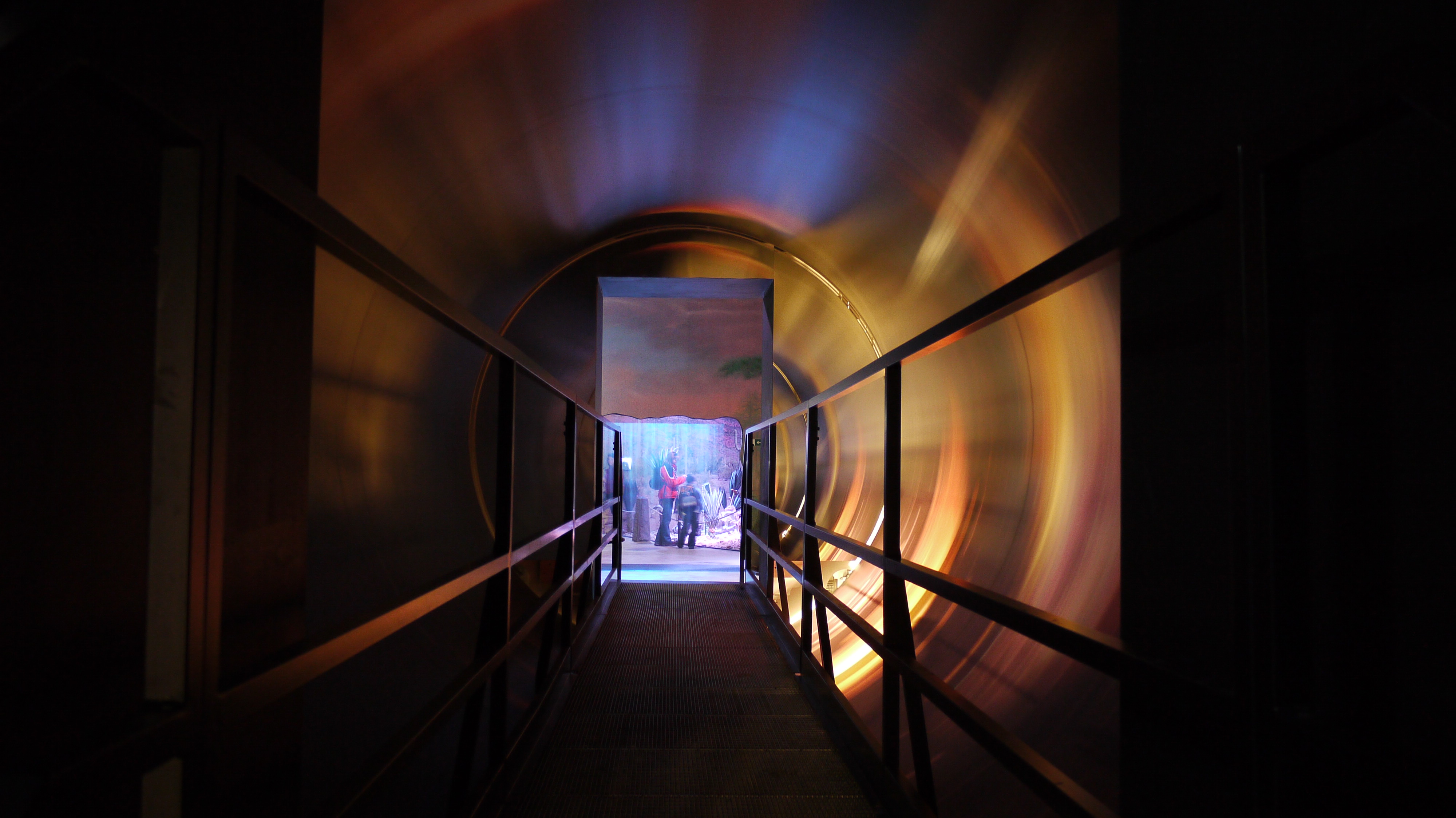
DinoPark Liberec, Tunel času
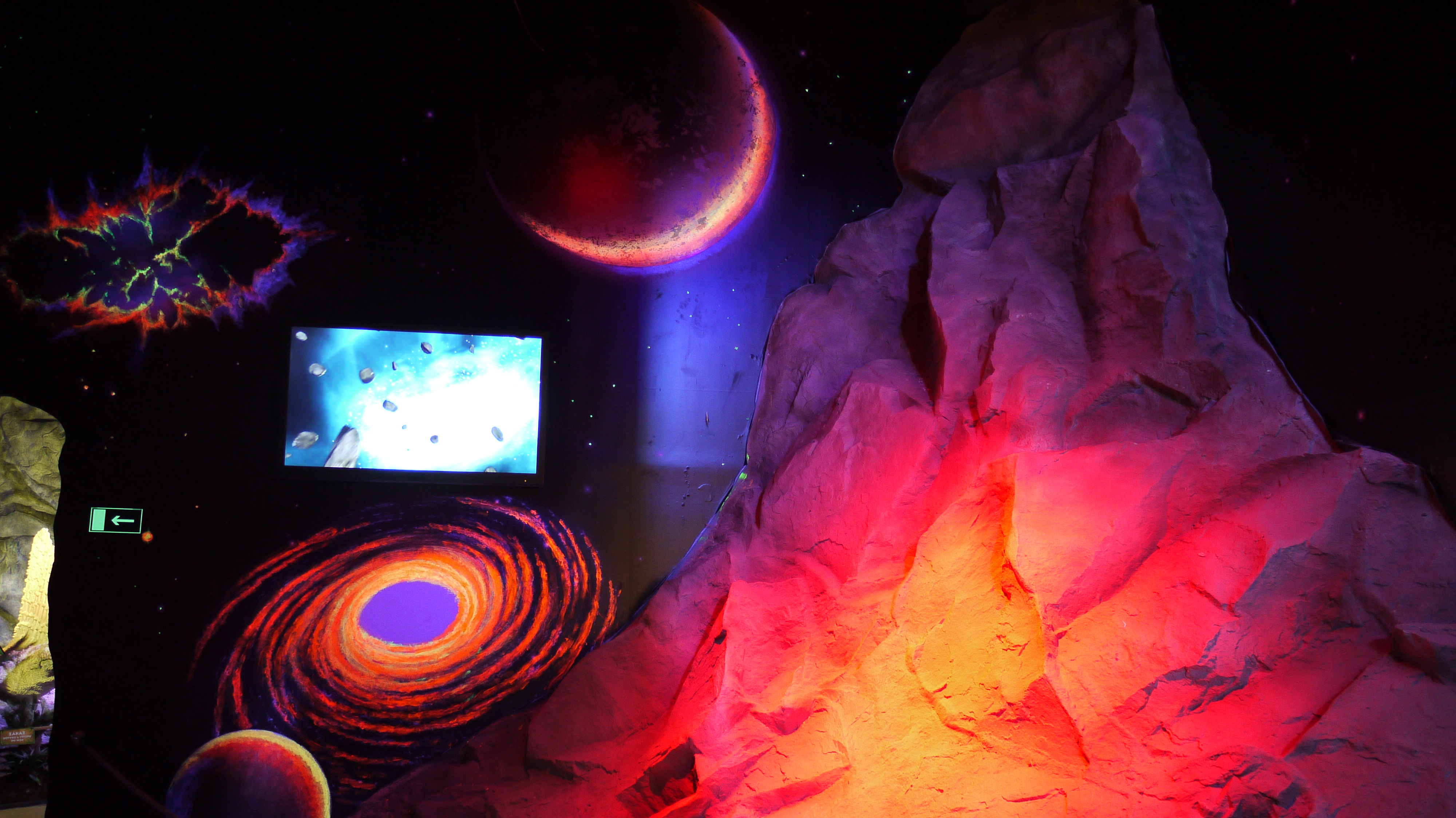
DinoPark Liberec, Velký třesk
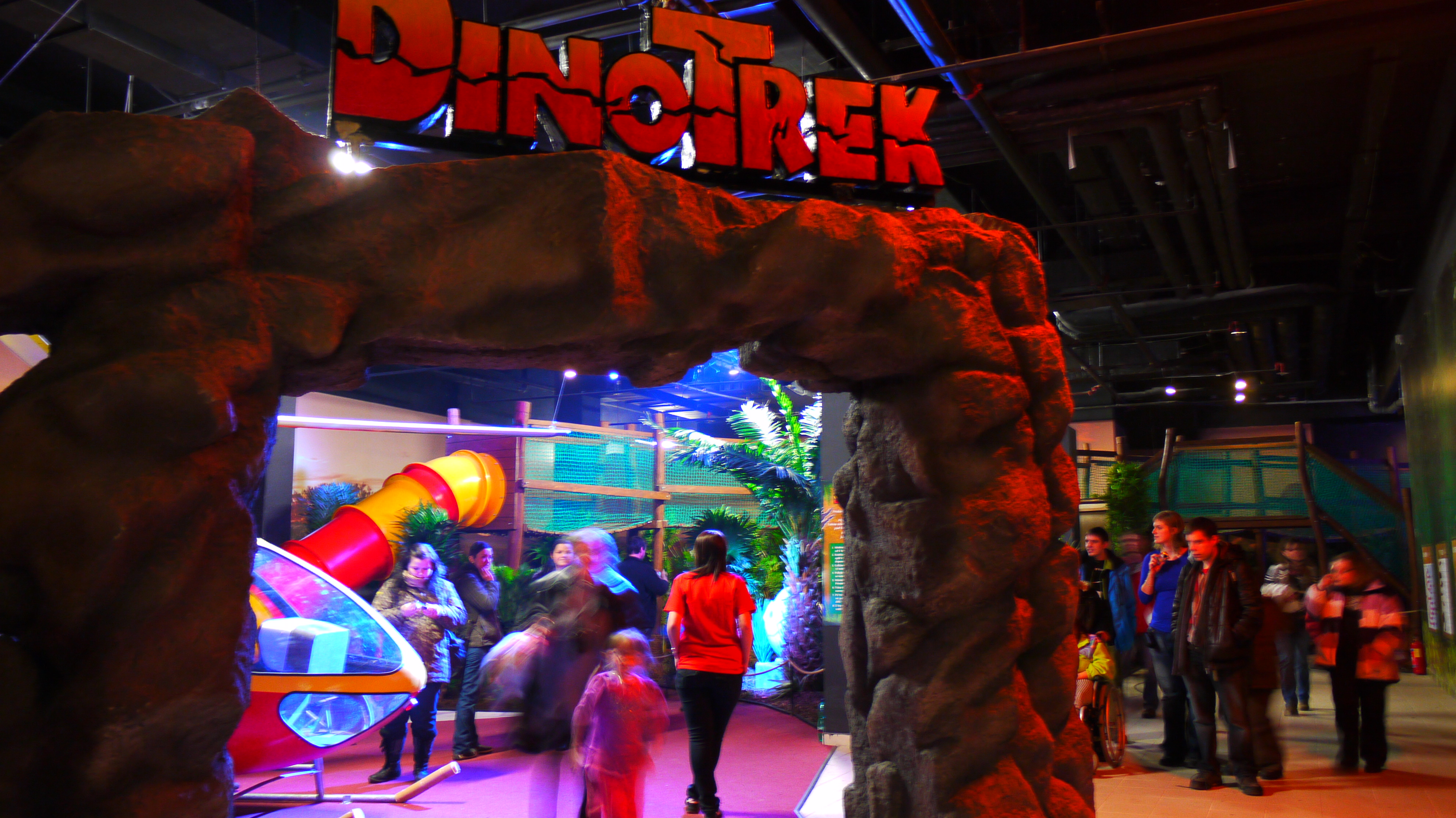
DinoPark, DinoTrek
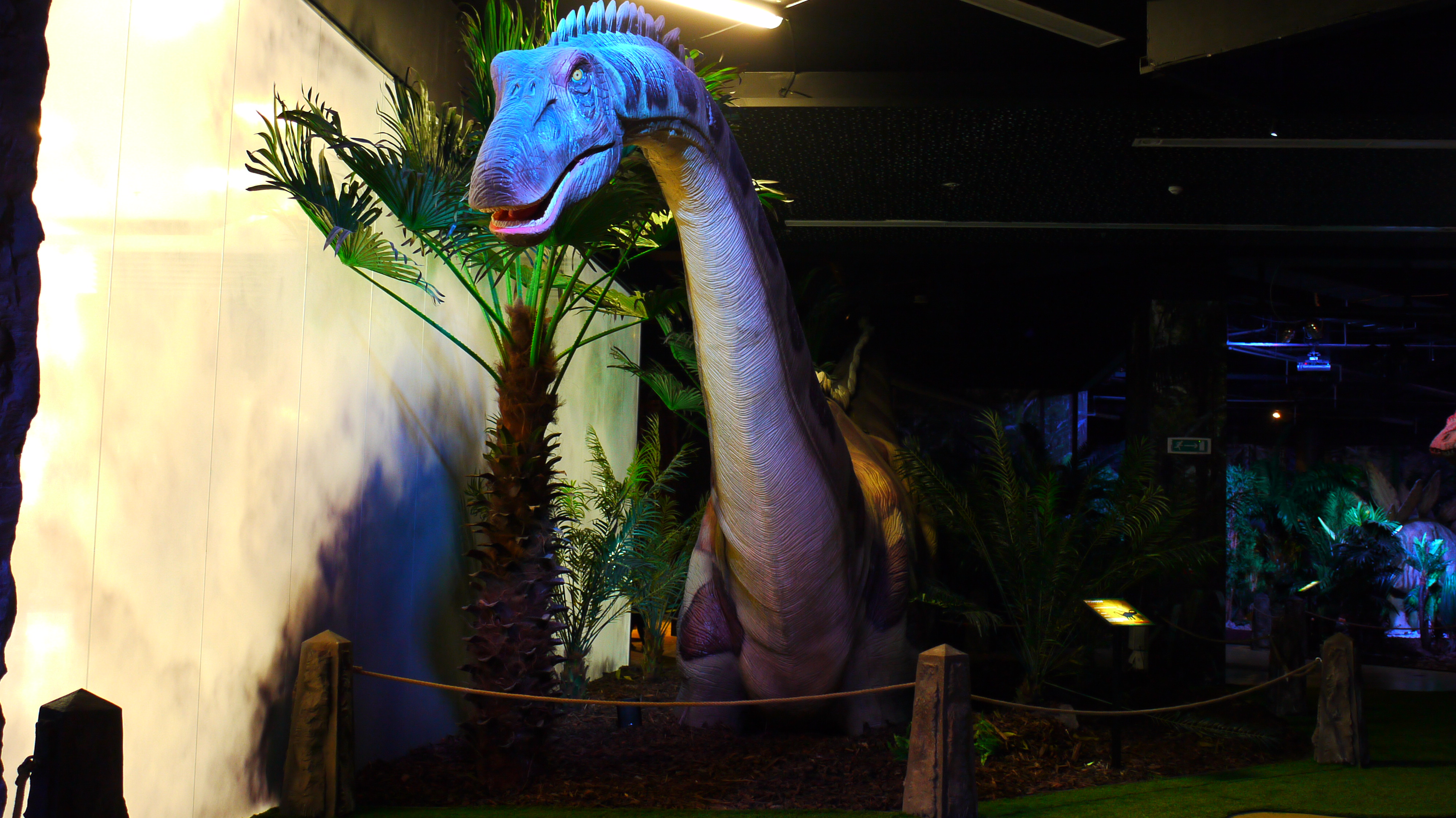
DinoPark Liberec, Diplodocus
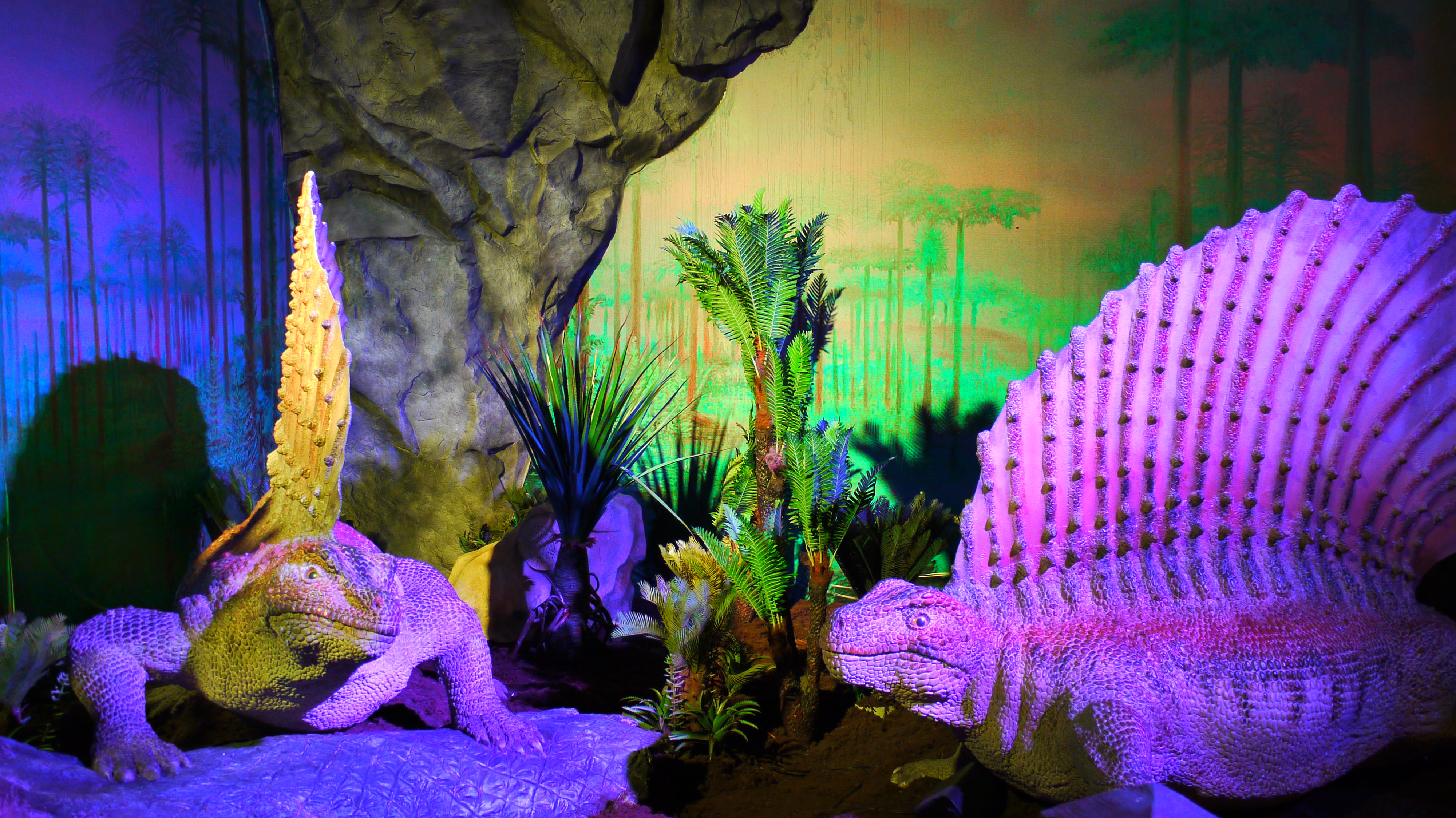
DinoPark Liberec, Edaphosaurus
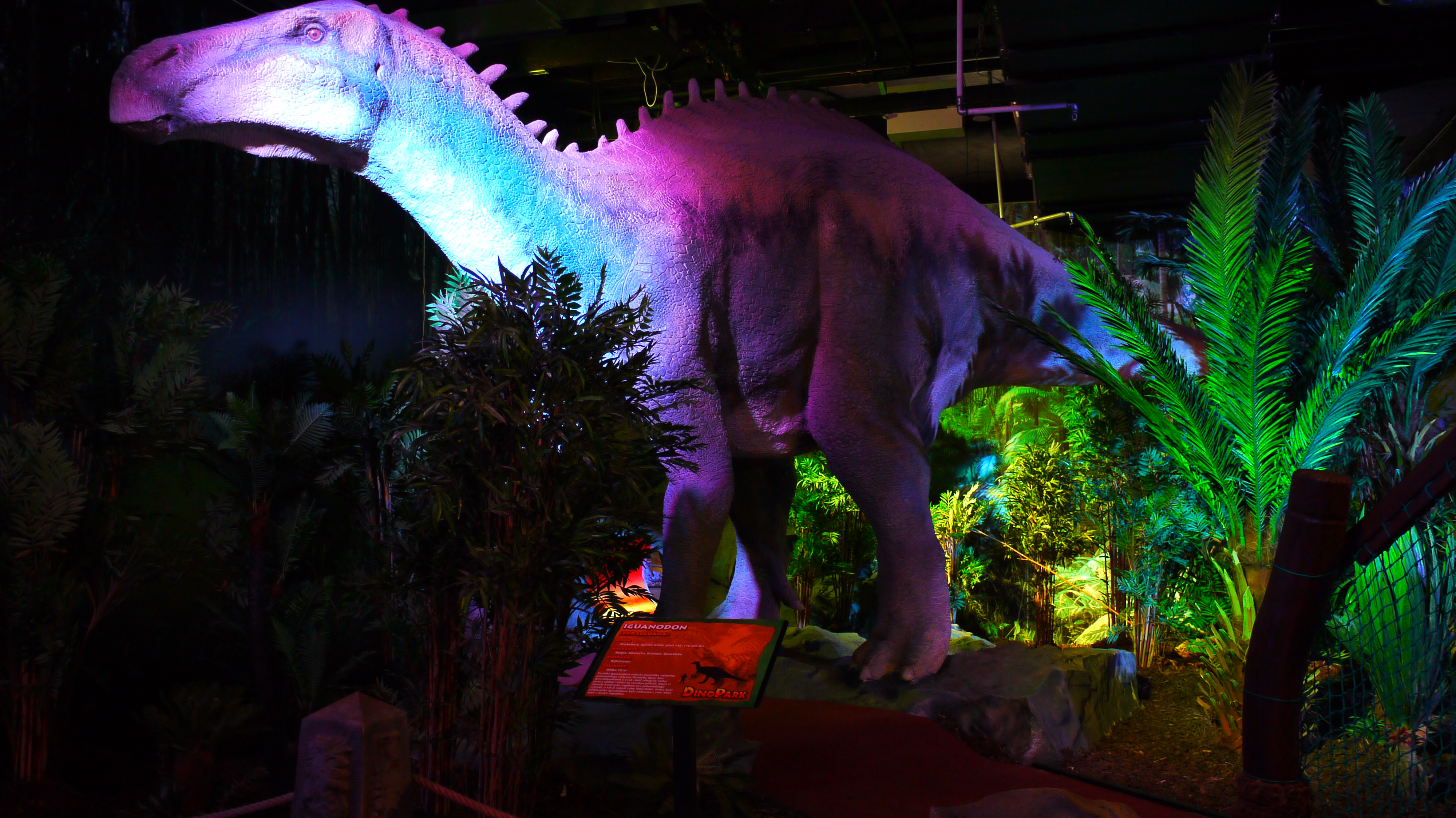
DinoPark Liberec, Iguanodon
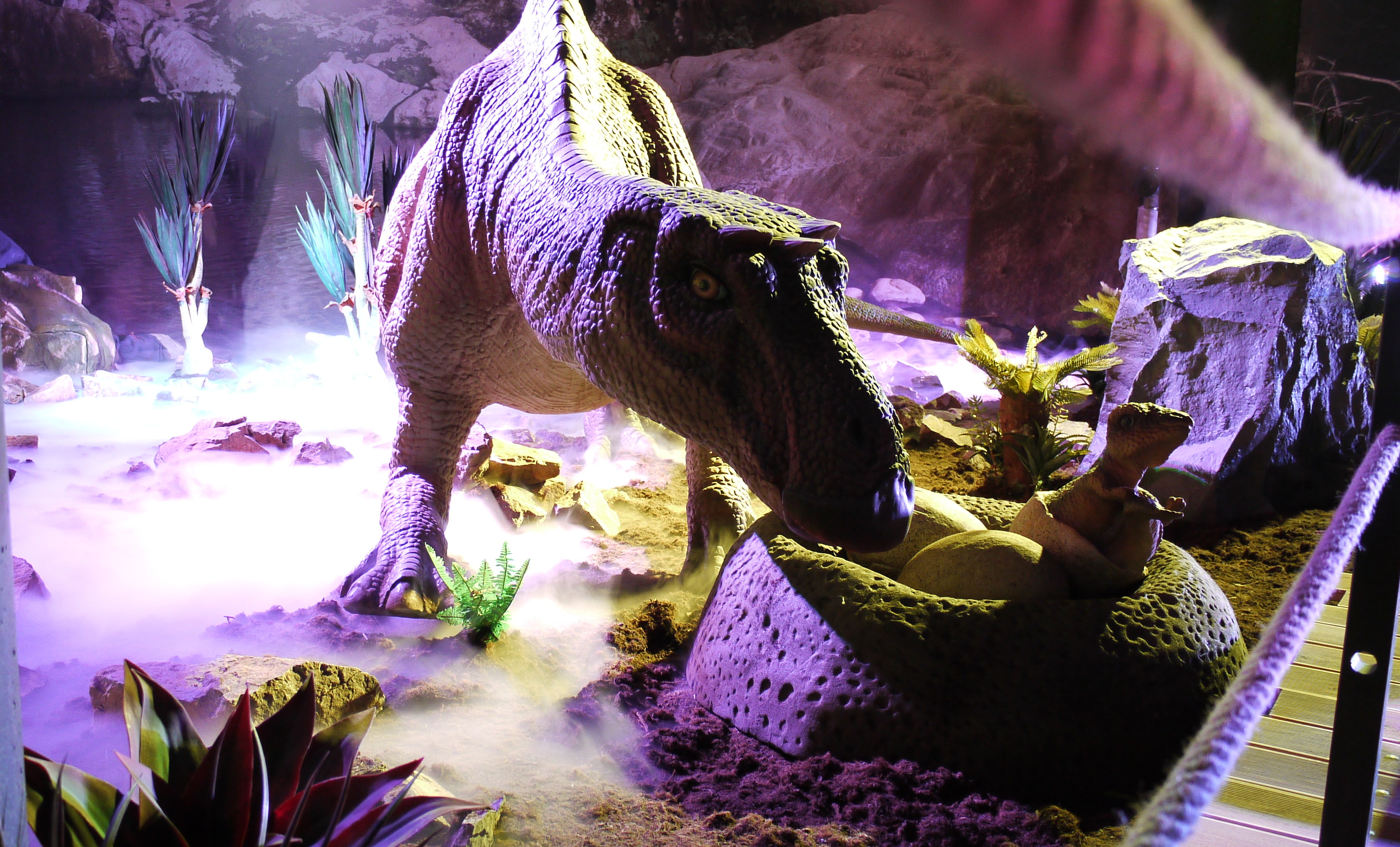
DinoPark Liberec, Maiasaura
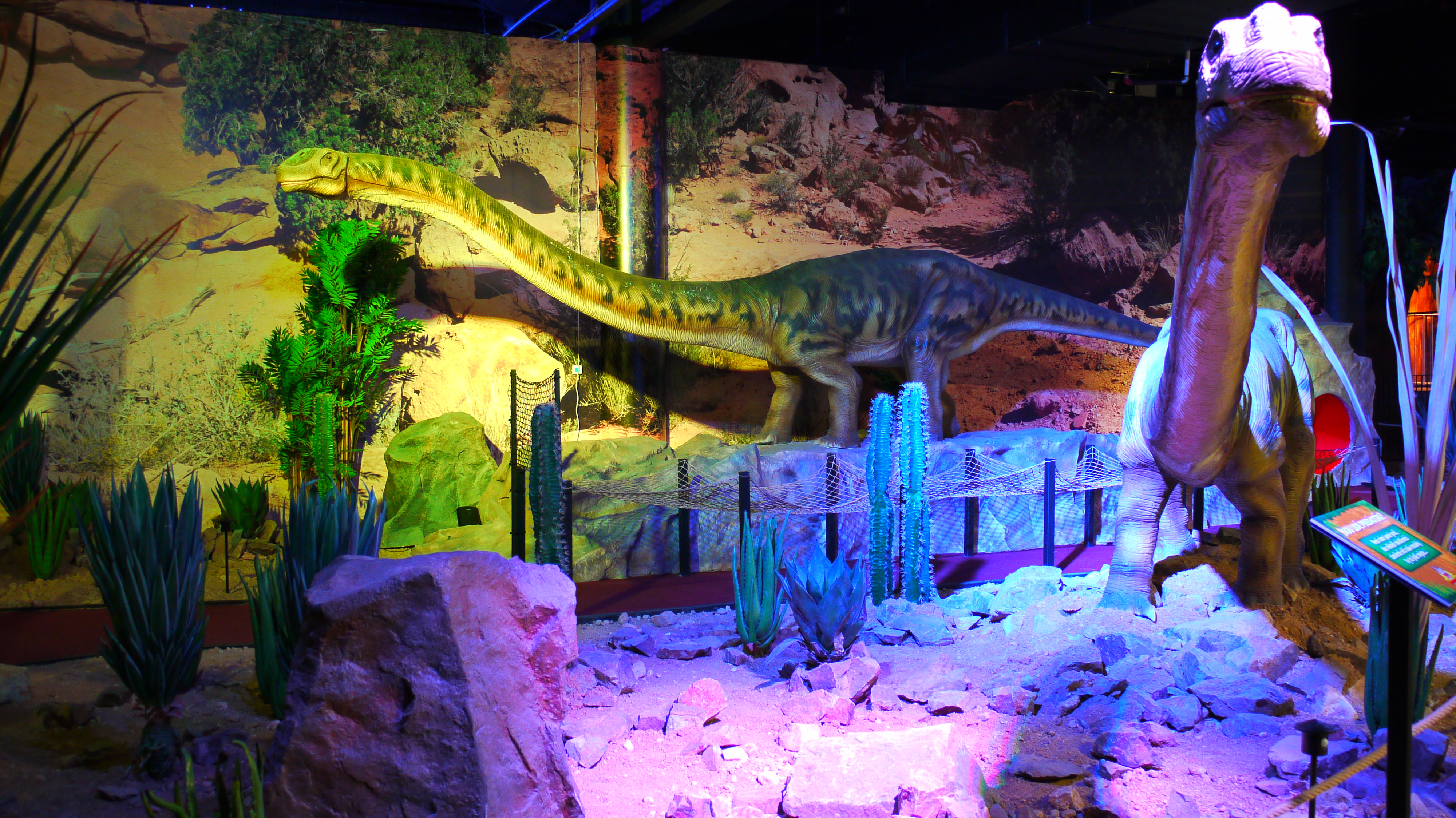
DinoPark Liberec, Mamenchisaurus
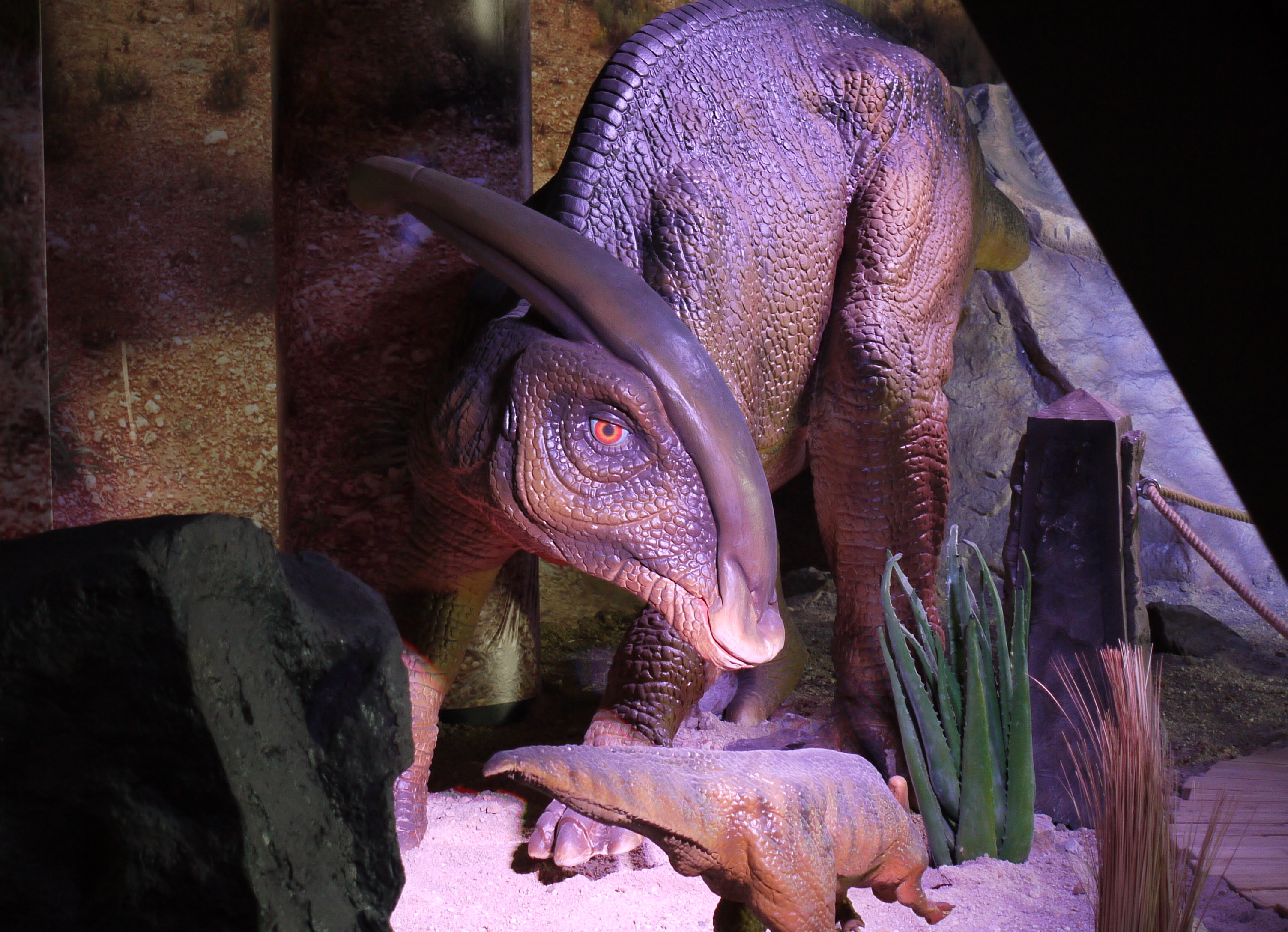
DinoPark Liberec, Parasaurolophus
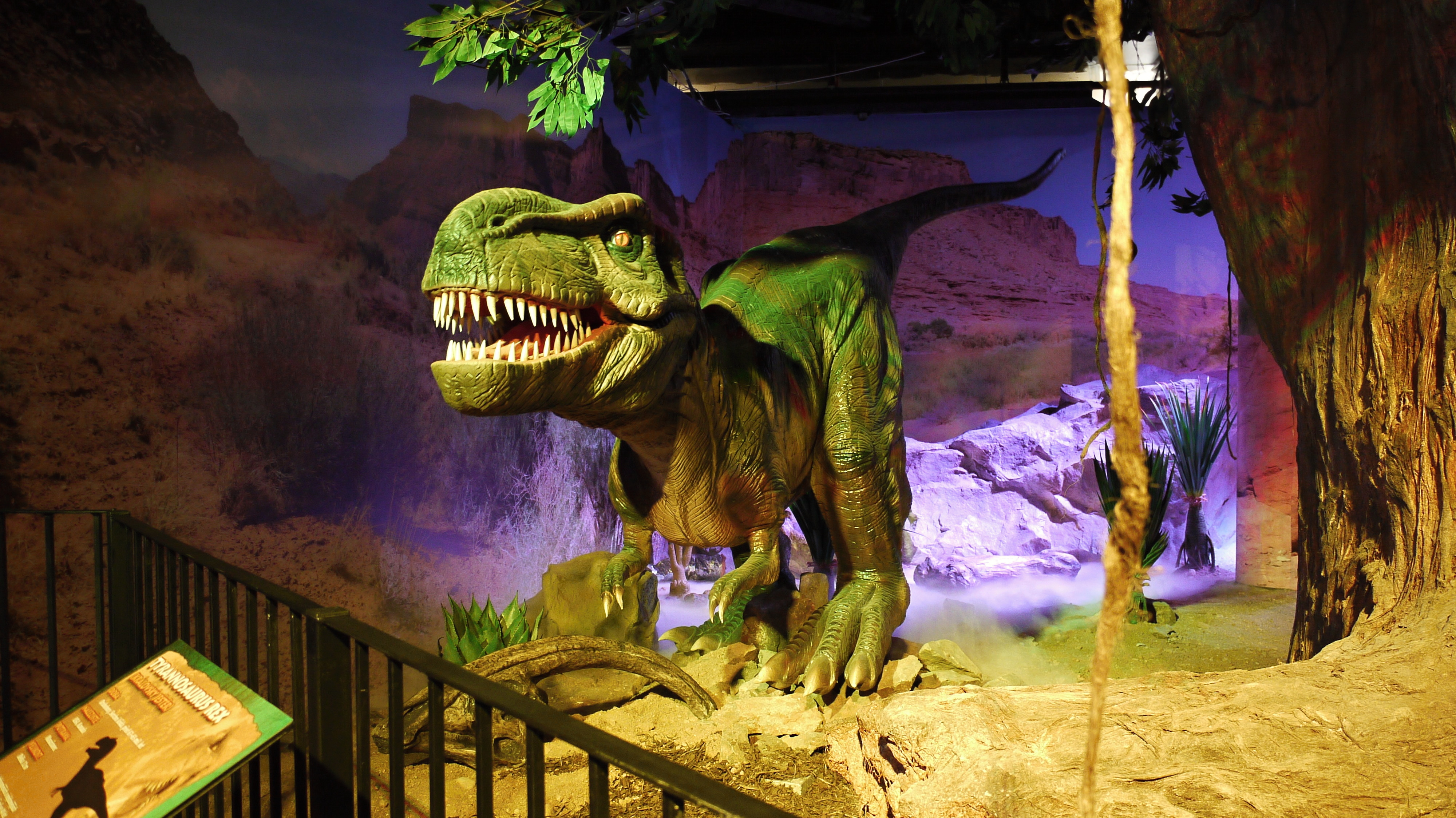
DinoPark Liberec, Tyrannosaurus Rex
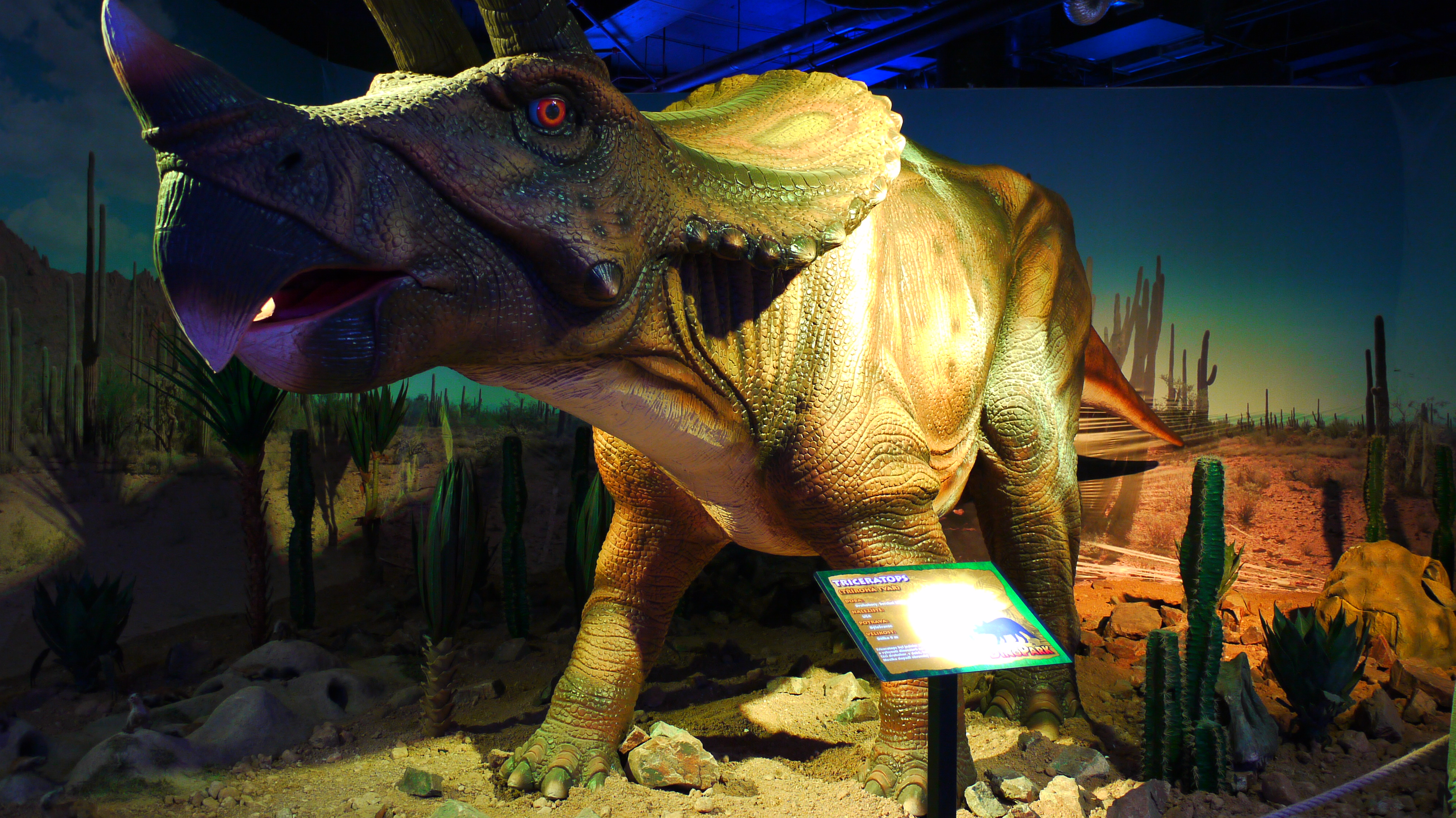
DinoPark Liberec, Triceratops
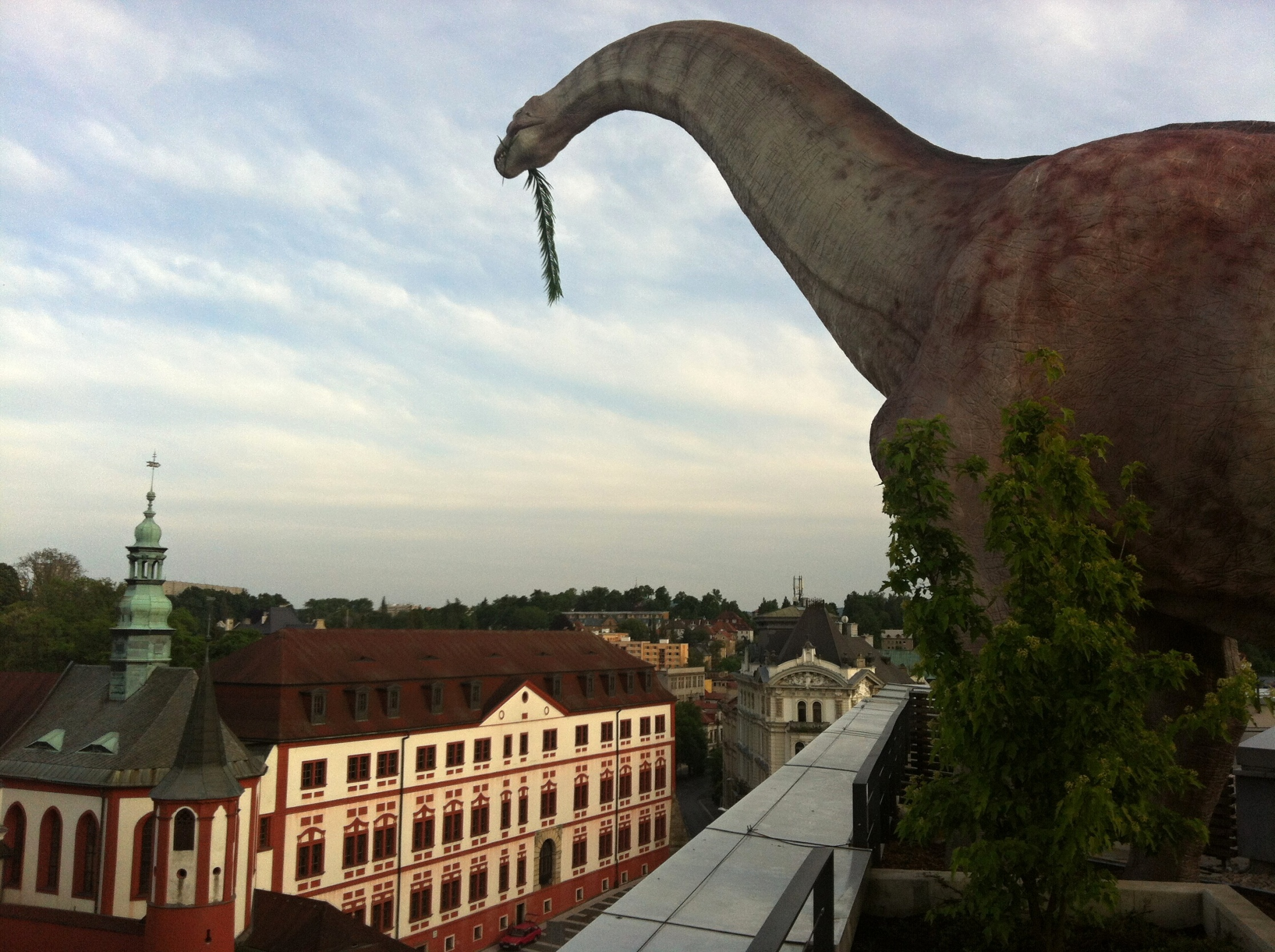
DinoPark Liberec, Brachiosaurus